# Andrena aerifera
Andrena aerifera är en biart som beskrevs av Laberge 1967. Andrena aerifera ingår i släktet sandbin, och familjen grävbin. Inga underarter finns listade i Catalogue of Life.